# Сокіл (польський)

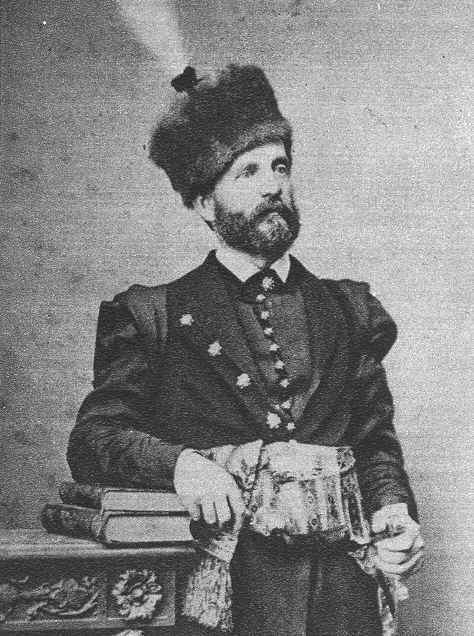
Ян Добжанський

Сокіл (пол. Polskie Towarzystwo Gimnastyczne „Sokół”) — польське гімнастичне товариство, створене на взірець чеського товариства «Сокіл». Постало шляхом об'єднання кількох менших товариств. Перше «гніздо» утворили 7 лютого 1867 року у Львові з ініціативи Юзефа Міллерта. Засновник — Ян Добжанський.

## Польський «Сокіл» у Галичині
У Коломиї перші загальні збори товариства відбулися восени 1885 року, очільником обрали нотаріуса Яна Дембіцького, заступником — Антонія Чубатого.
Сприяло патріотичному вихованню поляків Галичини, також пропагувало шовіністичні ідеї[джерело?].